# Hemiblossia nama
Hemiblossia nama är en spindeldjursart som beskrevs av Lawrence 1968. Hemiblossia nama ingår i släktet Hemiblossia och familjen Daesiidae. Inga underarter finns listade i Catalogue of Life.